# Hedyle
Hedyle (altgriechisch Ἡδύλη, auch: Hedyla oder Hedyle Epigrammatica) war eine griechische Dichterin. Laut Athenaios ist sie die Tochter der Iambendichterin Moschine und die Mutter von Hedylus. Ebenfalls bei Athenaios wird Hedyle ein Gedicht namens Skýlla zugeschrieben, in dem Glaukos seiner geliebten Skylla Geschenke bringt. Im Unterschied zu Anyte, Erinna und Nossis ist von Hedyle nur bekannt, dass sie kurze mythische Narrative in Hexametern geschrieben haben soll.